# 向長
向長（？年—？年），字子平，河內郡朝歌縣（今河南省鶴壁市）人。東漢隱士。

## 生平
向長隱居不做官，性情中和，通曉《老子》、《易經》。家貧無資財伙食，有好事者送他食物，他接受部分退還多餘的。王莽大司空王邑徵召向長，向長接連好幾年才到，王邑想將向長推薦給王莽，向長堅決辭讓。潛隱在家。研讀《易經》至《損》、《益》兩卦，嘆氣說：「我已經知道富不如貧，貴不如賤，但尚不知死與生相比是如何。」建武年間，向長的兒女皆娶嫁，向長便與家裡斷絕關系，說：「就當作我已經死了吧。」於是隨心所欲，與好友北海禽慶一同遊歷五嶽名山，最後不知所終。

## 評價
- 皇甫謐：子平上哲，賦德淵沖。玩辭觀象，損退自崇。伉男儷女，家務不宗。周攀五嶽，禽老是同。《高士傳》
- 吳筠：子平好真隱，清淨玩老易。探玄樂無為，觀象驗損益。常抱方外心，且紆人間跡。一朝畢婚娶，五嶽遂長適。《全唐詩》

## 外部連接
- 中國哲學書電子化計劃《高士傳》 （页面存档备份，存于）

## 延伸阅读
[在维基数据编辑]
 《後漢書·卷83》，出自范晔《後漢書》